# Hazardous Substances Data Bank
Hazardous Substances Data Bank (HSDB) è stato un database di tossicologia del Toxicology Data Network (TOXNET), sistema informativo gratuito di divulgazione scientifica sugli argomenti chimica, farmacologia e sanità a cui faceva capo il National Library of Medicine dell'Istituto Nazionale della Sanità statunitense. HSDB permetteva di avere accesso ad una raccolta aggiornata di migliaia di sostanze chimiche potenzialmente pericolose per l'uomo e per l'ambiente, fornendo schede riassuntive circa le informazioni sull'esposizione umana, sull'igiene industriale, sulle procedure di gestione delle emergenze, sull'impatto ambientale della lavorazione o delle sostanze stesse e sugli aspetti normativi riguardanti i composti chimici, nonché tutta una serie di dati relativi alle proprietà chimico-fisiche tabulate. Le informazioni contenute nel sito erano curate ed aggiornate tramite peer-review da una commissione scientifica identificata dall'acronimo SRP (dall'inglese Scientific Review Panel) composta da sedici esperti nelle discipline di interesse del progetto.